# Coronellina
Coronellina is een mosdiertjesgeslacht uit de familie van de Microporidae en de orde Cheilostomatida. De wetenschappelijke naam ervan is in 1966 voor het eerst geldig gepubliceerd door Prenant & Bobin.

## Soorten
- Coronellina atlantica Souto, Reverter-Gil & Ostrovsky, 2014
- Coronellina fagei Gautier, 1962